# Иоанн XIII (папа римский)
Иоанн XIII (лат. Ioannes PP. XIII; ок. 938 — 6 сентября 972, Рим) — папа римский с 1 октября 965 года по 6 сентября 972 года.

## Биография

### Семья и ранняя карьера
Родился в Риме, вероятно, где-то в 930-е годы. Иоанн был сыном епископа Иоанна. Есть предположение, что его отцом был Иоанн из знатного рода Кресцентии, а матерью — Феодора из рода графов Тускулумских. Если это так, его отец ранее был герцогом и, возможно, даже был назначен консулом до рукоположения Иоанна в епископы. Следовательно, Иоанн, вероятно, был братом патриция Крискента Старшего, а также Марозии, которая вышла замуж за графа Григория I Тускулумского.
Воспитанный в Латеранском дворце Иоанн был членом Schola cantorum — певческой школы, — и его карьера в это время стремительно шла вверх: он последовательно получил сан остиария, экзорциста, аколита, иподиакона, а затем дьякона. После ухода из Schola Cantorum Иоанн принимал активное участие в работе церковных институтов при папах Иоанне XII и Льве VIII. Он также служил в качестве библиотекаря Святого Апостольского Престола в 961 года. В какой-то момент он был назначен епископом Нарни, в этом статусе он участвовал в Синоде 963 года, низложившем Иоанна XII, а также в Синоде 964 года, который его восстановил.

### Избрание папой и восстание римлян
После смерти Льва VIII римская знать просила императора Оттона I восстановить папу Бенедикта V. Когда это стало невозможно из-за кончины последнего, епископ Иоанн Кресченци был предложен в качестве компромиссного кандидата посланникам Оттона, епископам Отгеру и Лиутпранду Кремонскому. Избранный единогласно Иоанн был рукоположён в воскресенье 1 октября 965 года, через пять месяцев после смерти Льва VIII.
Иоанн сразу же поставил для себя задачу обуздать римскую знать. Он предоставил членам семьи Кресченци ряд важных должностей, чтобы укрепить свои позиции, одновременно налаживая контакты с императором. Однако император находился в Германии, и знать решила воспользоваться его отсутствием, чтобы интриговать против папы. Бывший король Италии Адальберт II Иврейский появился с войском в Ломбардии, в то время римская знать подняла восстание. Под руководством Петра, префекта города, а также Рофреда, графа Римской Кампании и вестарария Стефана, знать воззвала к народу.
Руководители римской милиции пленили папу 16 декабря 965 года и заточили его в замок Святого Ангела. Однако, опасаясь, что присутствие Иоанна вдохновит сопротивление, его перевезли в один из замков Рофреда в Кампании. Между тем вести о бунте в Риме достигли Оттона, и он вступил в Италию в конце лета 966 года во главе огромной армии. Иоанн сумел бежать из Кампании и пробрался в Капую, попросив защиту князя Пандульфа I. В благодарность за помощь Пандульфа Иоанн превратил Капую в митрополию и 14 августа 966 года рукоположил в качестве архиепископа брата Пандульфа Иоанна. В Риме сторонники папы восстали, и Рофред и Стефан были убиты Иоанном Кресченци, племянником папы. Папа Иоанн оставил Капую и прибыл в Рим 14 ноября 966 года. Несмотря на то, что он был изначально милосерден по отношению к мятежникам, прибытие Оттона многое изменило. Император сослал в Германию двух консулов, двенадцать главных руководителей милиции («Decarcones», один от каждого из двенадцати районов города) были повешены. Другие заговорщики были либо казнены, либо ослеплены. Префект города, Петр, был передан Иоанну, который приказал повесить его за волосы на конной статуе Марка Аврелия, после чего он был спущен вниз и голым провезен верхом на осле с мешком перьев на голове. После публичного унижения был брошен в темницу, пока, наконец, не был сослан императором в Германию. В благодарность за вмешательство императора Иоанн восхвалил его, объявив освободителем и восстановителем Церкви, прославленным гостем, и трижды благословил императора.

### Проблемы с Византией
После своего восстановления Иоанн XIII провёл ряд изменений в церковной структуре. на совете в Риме в начале 967 года в присутствии императора было решено, что Градо станет митрополией всей Венеции. На другом совете в Равенне в апреле 967 года Оттон вновь «восстановил за Апостольским престолом папы Иоанна город и территорию Равенны и многие другие владения, которые какое-то время до того были потеряны церковью». В это время папа по просьбе Оттона основал архиепископию в Магдебурге.
25 декабря 967 года короновал 12-летнего сына Оттона, Оттона II Рыжего, соправителем императора. Еще несколько соборов прошли, пока императоры не покинули Рим, на одном из них, по их просьбе, Иоанн XIII взял несколько немецких монастырей под свою особую защиту. Когда Оттон I задумал брачный союз своего сына с Византией, папа оказал ему помощь. Он написал письмо восточному императору, Никифору Фоке, однако текст его оказался для Никифора оскорбительным, поскольку папа назвал его не «императором римлян», а «императором греков». Как приданое Оттон потребовал от Восточной империи Лангобардию и Калабрию. Никифор в ответ потребовал восстановления Равеннского экзархата, в который должны были войти Рим и Папская область. Когда переговоры прервались, Никифор отказался написать Иоанну XIII собственной рукой, а послал письмо с угрозами, написанное его братом, Львом Фокой Младшим.
После провала переговоров Никифор попытался расширить церковную юрисдикцию Константинопольского Патриарха за счет юрисдикции папы на юге Италии. Восточный император приказал Патриарху превратить епархию Отранто в митрополию, а литургию там впредь вести не на латыни, а по-гречески. Патриарх Полиевкт выполнил приказ императора. В ответ, и по просьбе западного императора, Иоанн созвал синод в 969 году, который повысил епископство Беневенто до статуса митрополии, тем самым снижая влияние Византии и Восточной православной церкви.
Однако смерть Никифора Фоки в 969 году привела к возвышению Иоанна Цимисхия. Он вступил в переговоры с Оттоном I, и вскоре Оттон II был обручен с племянницей восточного императора. Брак Оттона II и Феофаны был заключен Иоанном XIII в Риме 14 апреля 972 года.

### Отношения с другими государствами
Иоанн был вовлечен в развитие церковных структур по всей Европе. В 968 году он назначил первым епископом Польши Иордана. В 973 году папа назначил сестру Болеслава II, герцога Богемии, Младу настоятельницей бенедиктинского монастыря. Он дал ей папскую буллу, которая стала основой епископства Праги в соответствии с пожеланиями Болеслава, которые были высказаны через Младу. Иоанн объявил, что церковь Святого Вита должна стать собором. Наконец, латинский, а не византийский обряд должен был отправляться в Богемии, и только тот, кто был хорошо проинструктирован в области латинской литургии, мог быть назначен епископом.
В 971 году Иоанн XIII издал буллу, поддерживающую действия английского короля Эдгара и архиепископа Дунстана против священников Винчестерского собора, которые не стали отказываться от своих жён и наложниц. В том же году Иоанн подтвердил привилегии, которые Эдгар предоставил монахам аббатства Гластонбери, и заявил, что оно находится под папской защитой.
В Германии Иоанн назначил архиепископа Трира папским викарием, отвечающим за выполнение решений соборов, состоявшихся в Германии или Западной Франции. Он также раздавал привилегии монастырям по всей Европе. В одном случае монахи монастыря Святого Петра в Новализе попросили папу вмешаться, чтобы защитить их от местного графа по имени Ардоин. В другом случае, в ноябре 971 года, Адальберон (архиепископ Реймса) отправился в Рим, чтобы просить папу подтвердить решение архиепископа оставить некоторую собственность монахам Музонского аббатства, тем самым защищая его от короля Лотаря Французского.
Наконец, в 970 году Иоанн даровал город Пренесте в качестве наследственного надела своей вероятной сестре, сенатриссе Стефании. Пренесте отныне принадлежало ей, её детям и внукам, за ежегодную арендную плату в десять золотых солидов, но потом должен был вернуться церкви. Это один из первых примеров внедрения системы феодализма на римской территории.
Иоанн XIII умер 6 сентября 972 года и был похоронен в базилике Сан-Паоло-фуори-ле-Мура.

### Характер
Иоанн был отмечен хронистами за его благочестие. С детства он имел прозвище «Белая курица» из-за его светлых волос. Его эпитафия в базилике, где он был похоронен, гласит:
Здесь... находятся остатки Папы Иоанна... Вы, кто прочитал эту эпитафия, молитесь, чтобы Христос, Своей святой кровью искупивший грехи мира, пожалел раба Своего и освободил его от грехов.

### Легенды
Существует легенда, связанная с образом Иоанна XIII. По Дитриху из Меца, один из вельмож при дворе императора Оттона I был одержим злым духом, в результате чего уродовал собственное лицо и кусал руки. Император приказал, чтобы дворянин был препровожден к папе Иоанну XIII и на него были надеты цепи Святого Петра. Согласно легенде, Иоанн надел копии цепей апостола на вельможу, но это не помогло. Однако, когда папа надел истинную цепь Святого Петра, с которой он, согласно Деяниям Апостолов, бежал из тюрьмы царя Ирода, густой дым вышел из тела дворянина, и злой дух его покинул.